# خالد منير
خالد منير أبو بكر مزيد لاعب كرة قدم قطري، ولد في (24 فبراير 1998) ، يلعب لصالح نادي الوكرة.
مثل نادي لخويا في الفئات السنية ونادي جوبيتير ليونيس الإسباني و نادي الدحيل .

## روابط خارجية
- خالد منير على موقع قاعدة بيانات كرة القدم.إي يو (الإنجليزية)
- خالد منير على موقع ناشيونال فوتبول تيمز (الإنجليزية)
- خالد منير على موقع Soccerway.com (الإنجليزية)
- خالد منير على موقع عالم كرة القدم.نت (الإنجليزية)